# Teschenmoschel
Teschenmoschel – miejscowość i gmina  w Niemczech, w kraju związkowym Nadrenia-Palatynat, w powiecie Donnersberg, wchodzi w skład gminy związkowej Nordpfälzer Land. Do 31 grudnia 2019 wchodziła w skład gminy związkowej Rockenhausen.